# Christ en Croix (Bellini)
Christ en Croix est un tableau du peintre italien Giovanni Bellini réalisé vers 1475. Cette huile sur bois représente Jésus-Christ crucifié devant un paysage. Elle est conservée dans la Galleria Corsini du palais Corsini al Parione, à Florence.